# Interlands Estisch voetbalelftal 2020-2029
Deze pagina toont een chronologisch en gedetailleerd overzicht van de interlands die het Estisch voetbalelftal speelt en heeft gespeeld in de periode 2020 – 2029.

## Interlands

### 2020
|                                                                                     |         |                     |         |                                                                               |
| 5 september UEFA Nations League Groep C2 № 464 «onderlinge duels» 19:00 uur (UTC+3) | Estland | 0 – 1               | Georgië | A. Le Coq Arena, Tallinn Toeschouwers: 0 Scheidsrechter: Donatas Rumšas (LTU) |
| 5 september UEFA Nations League Groep C2 № 464 «onderlinge duels» 19:00 uur (UTC+3) |         | 35' Nika Katsjarava |         | A. Le Coq Arena, Tallinn Toeschouwers: 0 Scheidsrechter: Donatas Rumšas (LTU) |

|                                                                                     |                                             |       |         |                                                                                                 |
| 8 september UEFA Nations League Groep C2 № 465 «onderlinge duels» 20:00 uur (UTC+4) | Armenië                                     | 2 – 0 | Estland | Republikeins Stadion Vazgen Sargsian, Jerevan Toeschouwers: 0 Scheidsrechter: David Coote (ENG) |
| 8 september UEFA Nations League Groep C2 № 465 «onderlinge duels» 20:00 uur (UTC+4) | Aleksandr Karapetjan 43' Wbeymar Angulo 65' |       |         | Republikeins Stadion Vazgen Sargsian, Jerevan Toeschouwers: 0 Scheidsrechter: David Coote (ENG) |

|                                                                        |                 |       |                                                                 |                                                                                |
| 7 oktober Vriendschappelijk № 466 «onderlinge duels» 19:00 uur (UTC+3) | Estland         | 1 – 3 | Litouwen                                                        | A. Le Coq Arena, Tallinn Toeschouwers: 718 Scheidsrechter: Antti Munukka (FIN) |
| 7 oktober Vriendschappelijk № 466 «onderlinge duels» 19:00 uur (UTC+3) | Pavel Marin 58' |       | 14' Arvydas Novikovas 32' Gratas Sirgedas 46' Arvydas Novikovas | A. Le Coq Arena, Tallinn Toeschouwers: 718 Scheidsrechter: Antti Munukka (FIN) |

|                                                                                    |                                                        |       |                                                          |                                                                                    |
| 11 oktober UEFA Nations League Groep C2 № 467 «onderlinge duels» 19:00 uur (UTC+3) | Estland                                                | 3 – 3 | Noord-Macedonië                                          | A. Le Coq Arena, Tallinn Toeschouwers: 908 Scheidsrechter: Mohammed Al-Hakim (SWE) |
| 11 oktober UEFA Nations League Groep C2 № 467 «onderlinge duels» 19:00 uur (UTC+3) | Rauno Sappinen 33' Rauno Sappinen 61' Frank Liivak 76' |       | 3' (e.d.) Märten Kuusk 80' Goran Pandev 88' Gjoko Zajkov | A. Le Coq Arena, Tallinn Toeschouwers: 908 Scheidsrechter: Mohammed Al-Hakim (SWE) |

|                                                                                    |                    |       |                      |                                                                                 |
| 14 oktober UEFA Nations League Groep C2 № 468 «onderlinge duels» 21:45 uur (UTC+3) | Estland            | 1 – 1 | Armenië              | A. Le Coq Arena, Tallinn Toeschouwers: 1.007 Scheidsrechter: Luís Godinho (POR) |
| 14 oktober UEFA Nations League Groep C2 № 468 «onderlinge duels» 21:45 uur (UTC+3) | Rauno Sappinen 14' |       | 8' Kamo Hovhannisjan | A. Le Coq Arena, Tallinn Toeschouwers: 1.007 Scheidsrechter: Luís Godinho (POR) |

|                                                                          | |       |         |                                                                                       |
| 11 november Vriendschappelijk № 469 «onderlinge duels» 20:45 uur (UTC+1) | Italië                                                                                              | 4 – 0 | Estland | Stadio Artemio Franchi, Florence Toeschouwers: 0 Scheidsrechter: Rade Obrenovič (SVN) |
| 11 november Vriendschappelijk № 469 «onderlinge duels» 20:45 uur (UTC+1) | Vincenzo Grifo 14' Federico Bernardeschi 27' Vincenzo Grifo 75' (pen.) Riccardo Orsolini 86' (pen.) |       |         | Stadio Artemio Franchi, Florence Toeschouwers: 0 Scheidsrechter: Rade Obrenovič (SVN) |

|                                                                                     |                                            |       |                    |                                                                              |
| 15 november UEFA Nations League Groep C2 № 470 «onderlinge duels» 15:00 uur (UTC+1) | Noord-Macedonië                            | 2 – 1 | Estland            | Toše Proeskiarena, Skopje Toeschouwers: 0 Scheidsrechter: Marius Avram (ROU) |
| 15 november UEFA Nations League Groep C2 № 470 «onderlinge duels» 15:00 uur (UTC+1) | Ivan Tričkovski 29' Vlatko Stojanovski 68' |       | 52' Rauno Sappinen | Toše Proeskiarena, Skopje Toeschouwers: 0 Scheidsrechter: Marius Avram (ROU) |

|                                                                                     |         |       |         |                                                                                     |
| 18 november UEFA Nations League Groep C2 № 471 «onderlinge duels» 21:00 uur (UTC+4) | Georgië | 0 – 0 | Estland | Boris Paitsjadzestadion, Tbilisi Toeschouwers: 0 Scheidsrechter: Irfan Peljto (BIH) |
| 18 november UEFA Nations League Groep C2 № 471 «onderlinge duels» 21:00 uur (UTC+4) |         |       |         | Boris Paitsjadzestadion, Tbilisi Toeschouwers: 0 Scheidsrechter: Irfan Peljto (BIH) |

### 2021
|                                                                             |                                    |       | |                                                                                          |
| 24 maart WK-kwalificatie Groep E № 472 «onderlinge duels» 20:45 uur (UTC+1) | Estland                            | 2 – 6 | Tsjechië                                                                                                | Arena Lublin, Lublin (Polen) Toeschouwers: 0 Scheidsrechter: Anastasios Papapetrou (GRE) |
| 24 maart WK-kwalificatie Groep E № 472 «onderlinge duels» 20:45 uur (UTC+1) | Rauno Sappinen 12' Henri Anier 86' |       | 18' Patrik Schick 27' Antonín Barák 32' Tomáš Souček 43' Tomáš Souček 48' Tomáš Souček 56' Jakub Jankto | Arena Lublin, Lublin (Polen) Toeschouwers: 0 Scheidsrechter: Anastasios Papapetrou (GRE) |

|                                                                             |                                                                                         |       |                                 |                                                                                |
| 27 maart WK-kwalificatie Groep E № 473 «onderlinge duels» 20:00 uur (UTC+3) | Wit-Rusland                                                                             | 4 – 2 | Estland                         | Dinamostadion, Minsk Toeschouwers: 3.611 Scheidsrechter: Robert Hennessy (IRL) |
| 27 maart WK-kwalificatie Groep E № 473 «onderlinge duels» 20:00 uur (UTC+3) | Vital Lisakovitsj 45' (pen.) Joeri Kendysj 64' Pavel Savitski 81' Vital Lisakovitsj 83' |       | 31' Henri Anier 55' Henri Anier | Dinamostadion, Minsk Toeschouwers: 3.611 Scheidsrechter: Robert Hennessy (IRL) |

|                                                                       |                |       |         |                                                                        |
| 31 maart Vriendschappelijk № 474 «onderlinge duels» 17:45 uur (UTC+2) | Zweden         | 1 – 0 | Estland | Friends Arena, Solna Toeschouwers: 0 Scheidsrechter: Marco Fritz (GER) |
| 31 maart Vriendschappelijk № 474 «onderlinge duels» 17:45 uur (UTC+2) | Marcus Berg 4' |       |         | Friends Arena, Solna Toeschouwers: 0 Scheidsrechter: Marco Fritz (GER) |

|                                                                   |          |                 |         |                                                                                  |
| 1 juni Baltische Beker № 475 «onderlinge duels» 19:00 uur (UTC+3) | Litouwen | 0 – 1           | Estland | LFF-stadion, Vilnius Toeschouwers: 0 Scheidsrechter: Aleksandrs Anufrijevs (LVA) |
| 1 juni Baltische Beker № 475 «onderlinge duels» 19:00 uur (UTC+3) |          | 65' Henri Anier |         | LFF-stadion, Vilnius Toeschouwers: 0 Scheidsrechter: Aleksandrs Anufrijevs (LVA) |

|                                                                     |         |                           |         |                                                                                    |
| 4 juni Vriendschappelijk № 476 «onderlinge duels» 19:00 uur (UTC+3) | Finland | 0 – 1                     | Estland | Olympisch Stadion, Helsinki Toeschouwers: 0 Scheidsrechter: Jørgen Burchardt (DEN) |
| 4 juni Vriendschappelijk № 476 «onderlinge duels» 19:00 uur (UTC+3) |         | 59' (pen.) Rauno Sappinen |         | Olympisch Stadion, Helsinki Toeschouwers: 0 Scheidsrechter: Jørgen Burchardt (DEN) |

|                                                                    |                                  |       |                            |                                                                                   |
| 10 juni Baltische Beker № 477 «onderlinge duels» 19:00 uur (UTC+3) | Estland                          | 2 – 1 | Letland                    | A. Le Coq Arena, Tallinn Toeschouwers: 0 Scheidsrechter: Robertas Valikonis (LTU) |
| 10 juni Baltische Beker № 477 «onderlinge duels» 19:00 uur (UTC+3) | Mattias Käit 5' Mattias Käit 40' |       | 84' (pen.) Dāvis Ikaunieks | A. Le Coq Arena, Tallinn Toeschouwers: 0 Scheidsrechter: Robertas Valikonis (LTU) |

|                                                                                |                                |       |                                                                                       | |
| 2 september WK-kwalificatie Groep E № 478 «onderlinge duels» 21:45 uur (UTC+3) | Estland                        | 2 – 5 | België                                                                                | A. Le Coq Arena, Tallinn Toeschouwers: 6.685 Scheidsrechter: Guillermo Cuadra Fernández (ESP) Video-assistent: Juan Martínez Munuera (ESP) |
| 2 september WK-kwalificatie Groep E № 478 «onderlinge duels» 21:45 uur (UTC+3) | Mattias Käit 2' Erik Sorga 83' |       | 22' Hans Vanaken 29' Romelu Lukaku 52' Romelu Lukaku 65' Axel Witsel 76' Thomas Foket | A. Le Coq Arena, Tallinn Toeschouwers: 6.685 Scheidsrechter: Guillermo Cuadra Fernández (ESP) Video-assistent: Juan Martínez Munuera (ESP) |

|                                                                          |         |                    |               |                                                                                       |
| 5 september Vriendschappelijk № 479 «onderlinge duels» 19:00 uur (UTC+3) | Estland | 0 – 1              | Noord-Ierland | A. Le Coq Arena, Tallinn Toeschouwers: 2.524 Scheidsrechter: Mads Kristoffersen (DEN) |
| 5 september Vriendschappelijk № 479 «onderlinge duels» 19:00 uur (UTC+3) |         | 75' Shane Ferguson |               | A. Le Coq Arena, Tallinn Toeschouwers: 2.524 Scheidsrechter: Mads Kristoffersen (DEN) |

|                                                                                |       |       |         | |
| 8 september WK-kwalificatie Groep E № 480 «onderlinge duels» 19:45 uur (UTC+1) | Wales | 0 – 0 | Estland | Cardiff City Stadium, Cardiff Toeschouwers: 21.624 Scheidsrechter: Ruddy Buquet (FRA) Video-assistent: Benoît Millot (FRA) |
| 8 september WK-kwalificatie Groep E № 480 «onderlinge duels» 19:45 uur (UTC+1) |       |       |         | Cardiff City Stadium, Cardiff Toeschouwers: 21.624 Scheidsrechter: Ruddy Buquet (FRA) Video-assistent: Benoît Millot (FRA) |

|                                                                              |                                    |       |             | |
| 8 oktober WK-kwalificatie Groep E № 481 «onderlinge duels» 21:45 uur (UTC+3) | Estland                            | 2 – 0 | Wit-Rusland | A. Le Coq Arena, Tallinn Toeschouwers: 3.597 Scheidsrechter: Mohammed Al-Hakim (SWE) Video-assistent: Bojan Pandžić (SWE) |
| 8 oktober WK-kwalificatie Groep E № 481 «onderlinge duels» 21:45 uur (UTC+3) | Erik Sorga 58' Sergei Zenjov 90+3' |       |             | A. Le Coq Arena, Tallinn Toeschouwers: 3.597 Scheidsrechter: Mohammed Al-Hakim (SWE) Video-assistent: Bojan Pandžić (SWE) |

|                                                                               |         |                   |       | |
| 11 oktober WK-kwalificatie Groep E № 482 «onderlinge duels» 21:45 uur (UTC+3) | Estland | 0 – 1             | Wales | A. Le Coq Arena, Tallinn Toeschouwers: 5.118 Scheidsrechter: Sandro Schärer (SUI) Video-assistent: Fedayi San (SUI) |
| 11 oktober WK-kwalificatie Groep E № 482 «onderlinge duels» 21:45 uur (UTC+3) |         | 12' Kieffer Moore |       | A. Le Coq Arena, Tallinn Toeschouwers: 5.118 Scheidsrechter: Sandro Schärer (SUI) Video-assistent: Fedayi San (SUI) |

|                                                                                |                                                               |       |                | |
| 13 november WK-kwalificatie Groep E № 483 «onderlinge duels» 20:45 uur (UTC+1) | België                                                        | 3 – 1 | Estland        | Koning Boudewijnstadion, Brussel Toeschouwers: 29.865 Scheidsrechter: Halil Umut Meler (TUR) Video-assistent: Mete Kalkavan (TUR) |
| 13 november WK-kwalificatie Groep E № 483 «onderlinge duels» 20:45 uur (UTC+1) | Christian Benteke 11' Yannick Carrasco 53' Thorgan Hazard 74' |       | 70' Erik Sorga | Koning Boudewijnstadion, Brussel Toeschouwers: 29.865 Scheidsrechter: Halil Umut Meler (TUR) Video-assistent: Mete Kalkavan (TUR) |

|                                                                                |                                 |       |         | |
| 16 november WK-kwalificatie Groep E № 484 «onderlinge duels» 20:45 uur (UTC+1) | Tsjechië                        | 2 – 0 | Estland | Generali Arena, Praag Toeschouwers: 11.354 Scheidsrechter: Orel Grinfeeld (ISR) Video-assistent: Roi Reinshreiber (ISR) |
| 16 november WK-kwalificatie Groep E № 484 «onderlinge duels» 20:45 uur (UTC+1) | Jakub Brabec 59' Jan Sýkora 85' |       |         | Generali Arena, Praag Toeschouwers: 11.354 Scheidsrechter: Orel Grinfeeld (ISR) Video-assistent: Roi Reinshreiber (ISR) |

### 2022
|                                                                                   |         |       |        | |
| 24 maart UEFA Nations League Play-outs № 485 «onderlinge duels» 19:00 uur (UTC+2) | Estland | 0 – 0 | Cyprus | A. Le Coq Arena, Tallinn Toeschouwers: 5.366 Scheidsrechter: William Collum (SCO) Video-assistent: Darren England (ENG) |
| 24 maart UEFA Nations League Play-outs № 485 «onderlinge duels» 19:00 uur (UTC+2) |         |       |        | A. Le Coq Arena, Tallinn Toeschouwers: 5.366 Scheidsrechter: William Collum (SCO) Video-assistent: Darren England (ENG) |

|                                                                                   |                                         |       |         | |
| 29 maart UEFA Nations League Play-outs № 486 «onderlinge duels» 19:00 uur (UTC+3) | Cyprus                                  | 2 – 0 | Estland | AEK Arena - Georgios Karapatakis, Larnaca Toeschouwers: 2.464 Scheidsrechter: Artur Soares Dias (POR) Video-assistent: João Pinheiro (POR) |
| 29 maart UEFA Nations League Play-outs № 486 «onderlinge duels» 19:00 uur (UTC+3) | Marinos Tzionis 19' Pieros Sotiriou 51' |       |         | AEK Arena - Georgios Karapatakis, Larnaca Toeschouwers: 2.464 Scheidsrechter: Artur Soares Dias (POR) Video-assistent: João Pinheiro (POR) |

|                                                                                |                                  |       |            | |
| 2 juni UEFA Nations League Groep D2 № 487 «onderlinge duels» 19:00 uur (UTC+3) | Estland                          | 2 – 0 | San Marino | A. Le Coq Arena, Tallinn Toeschouwers: 3.533 Scheidsrechter: Ioannis Papadopoulos (GRE) Video-assistent: Agelos Evangelou (GRE) |
| 2 juni UEFA Nations League Groep D2 № 487 «onderlinge duels» 19:00 uur (UTC+3) | Robert Kirss 24' Joonas Tamm 32' |       |            | A. Le Coq Arena, Tallinn Toeschouwers: 3.533 Scheidsrechter: Ioannis Papadopoulos (GRE) Video-assistent: Agelos Evangelou (GRE) |

|                                                                     |                                                                                            |       |         |                                                                                    |
| 5 juni Vriendschappelijk № 488 «onderlinge duels» 20:00 uur (UTC+2) | Argentinië                                                                                 | 5 – 0 | Estland | Estadio El Sadar, Pamplona Toeschouwers: 18.332 Scheidsrechter: Urs Schnyder (SUI) |
| 5 juni Vriendschappelijk № 488 «onderlinge duels» 20:00 uur (UTC+2) | Lionel Messi 8' (pen.) Lionel Messi 45' Lionel Messi 47' Lionel Messi 71' Lionel Messi 76' |       |         | Estadio El Sadar, Pamplona Toeschouwers: 18.332 Scheidsrechter: Urs Schnyder (SUI) |

|                                                                                |                      |       |                                            | |
| 9 juni UEFA Nations League Groep D2 № 489 «onderlinge duels» 20:45 uur (UTC+2) | Malta                | 1 – 2 | Estland                                    | Ta' Qalistadion, Ta' Qali Toeschouwers: 3.422 Scheidsrechter: Bobby Madden (SCO) Video-assistent: Jochem Kamphuis (NED) |
| 9 juni UEFA Nations League Groep D2 № 489 «onderlinge duels» 20:45 uur (UTC+2) | Karl Hein 56' (e.d.) |       | 21' Konstantin Vassiljev 90+4' Henri Anier | Ta' Qalistadion, Ta' Qali Toeschouwers: 3.422 Scheidsrechter: Bobby Madden (SCO) Video-assistent: Jochem Kamphuis (NED) |

|                                                                      |         |       |         |                                                                                     |
| 13 juni Vriendschappelijk № 490 «onderlinge duels» 18:00 uur (UTC+2) | Albanië | 0 – 0 | Estland | Air Albaniastadion, Tirana Toeschouwers: onb. Scheidsrechter: Philip Farrugia (MLT) |
| 13 juni Vriendschappelijk № 490 «onderlinge duels» 18:00 uur (UTC+2) |         |       |         | Air Albaniastadion, Tirana Toeschouwers: onb. Scheidsrechter: Philip Farrugia (MLT) |

|                                                                                      |                                             |       |                        | |
| 23 september UEFA Nations League Groep D2 № 491 «onderlinge duels» 19:00 uur (UTC+3) | Estland                                     | 2 – 1 | Malta                  | A. Le Coq Arena, Tallinn Toeschouwers: 5.539 Scheidsrechter: Daniel Siebert (GER) Video-assistent: Sören Storks (GER) |
| 23 september UEFA Nations League Groep D2 № 491 «onderlinge duels» 19:00 uur (UTC+3) | Rauno Sappinen 45+6' (pen.) Henri Anier 86' |       | 51' (pen.) Teddy Teuma | A. Le Coq Arena, Tallinn Toeschouwers: 5.539 Scheidsrechter: Daniel Siebert (GER) Video-assistent: Sören Storks (GER) |

|                                                                                      |            |                                                                      |         | |
| 26 september UEFA Nations League Groep D2 № 492 «onderlinge duels» 20:45 uur (UTC+2) | San Marino | 0 – 4                                                                | Estland | Stadio Olimpico, Serravalle Toeschouwers: 608 Scheidsrechter: Kateryna Monzoel (UKR) Video-assistent: Dennis Higler (NED) |
| 26 september UEFA Nations League Groep D2 № 492 «onderlinge duels» 20:45 uur (UTC+2) |            | 38' Henri Anier 56' Taijo Teniste 66' Rauno Sappinen 79' Henri Anier |         | Stadio Olimpico, Serravalle Toeschouwers: 608 Scheidsrechter: Kateryna Monzoel (UKR) Video-assistent: Dennis Higler (NED) |

|                                                                                     |                                                                             |       |                                                          |                                                                                   |
| 16 november Baltische Beker Halve finale № 493 «onderlinge duels» 19:00 uur (UTC+2) | Letland                                                                     | 1 – 1 | Estland                                                  | Daugavastadion, Riga Toeschouwers: 1.657 Scheidsrechter: Robertas Valikonis (LTU) |
| 16 november Baltische Beker Halve finale № 493 «onderlinge duels» 19:00 uur (UTC+2) | Raimonds Krollis 45+2'                                                      |       | 2' Sergei Zenjov                                         | Daugavastadion, Riga Toeschouwers: 1.657 Scheidsrechter: Robertas Valikonis (LTU) |
| 16 november Baltische Beker Halve finale № 493 «onderlinge duels» 19:00 uur (UTC+2) | Strafschoppen                                                               |       |                                                          | Daugavastadion, Riga Toeschouwers: 1.657 Scheidsrechter: Robertas Valikonis (LTU) |
| 16 november Baltische Beker Halve finale № 493 «onderlinge duels» 19:00 uur (UTC+2) | Jānis Ikaunieks Artūrs Zjuzins Alvis Jaunzems Dāvis Ikaunieks Elvis Stuglis | 5 – 3 | Karol Mets Konstantin Vassiljev Sergei Zenjov Erik Sorga | Daugavastadion, Riga Toeschouwers: 1.657 Scheidsrechter: Robertas Valikonis (LTU) |

|                                                                                     |                                      |       |          |                                                                                           |
| 19 november Baltische Beker Troostfinale № 494 «onderlinge duels» 16:00 uur (UTC+2) | Estland                              | 2 – 0 | Litouwen | A. Le Coq Arena, Tallinn Toeschouwers: 1.563 Scheidsrechter: Vitālijs Spasjoņņikovs (LVA) |
| 19 november Baltische Beker Troostfinale № 494 «onderlinge duels» 16:00 uur (UTC+2) | Sergei Zenjov 65' Rasmus Peetson 89' |       |          | A. Le Coq Arena, Tallinn Toeschouwers: 1.563 Scheidsrechter: Vitālijs Spasjoņņikovs (LVA) |

### 2023
|                                                                      |                               |       |                   |                                                                                   |
| 8 januari Vriendschappelijk № 495 «onderlinge duels» 17:00 uur (UTC) | IJsland                       | 1 – 1 | Estland           | Estádio da Nora, Albufeira Toeschouwers: 50 Scheidsrechter: Miguel Nogueira (POR) |
| 8 januari Vriendschappelijk № 495 «onderlinge duels» 17:00 uur (UTC) | Andri Guðjohnsen 90+1' (pen.) |       | 45' Sergei Zenjov | Estádio da Nora, Albufeira Toeschouwers: 50 Scheidsrechter: Miguel Nogueira (POR) |

|                                                                       |         |                   |         |                                                                                    |
| 12 januari Vriendschappelijk № 496 «onderlinge duels» 16:00 uur (UTC) | Finland | 0 – 1             | Estland | Estádio da Nora, Albufeira Toeschouwers: 300 Scheidsrechter: Gustavo Correia (POR) |
| 12 januari Vriendschappelijk № 496 «onderlinge duels» 16:00 uur (UTC) |         | 84' Martin Miller |         | Estádio da Nora, Albufeira Toeschouwers: 300 Scheidsrechter: Gustavo Correia (POR) |

|                                                                       |                 |       |         | |
| 23 maart Vriendschappelijk № 497 «onderlinge duels» 19:30 uur (UTC+1) | Hongarije       | 1 – 0 | Estland | Puskás Aréna, Boedapest Toeschouwers: 37.804 Scheidsrechter: Walter Altmann (AUT) Video-assistent: Manuel Schüttengruber (AUT) |
| 23 maart Vriendschappelijk № 497 «onderlinge duels» 19:30 uur (UTC+1) | Martin Ádám 41' |       |         | Puskás Aréna, Boedapest Toeschouwers: 37.804 Scheidsrechter: Walter Altmann (AUT) Video-assistent: Manuel Schüttengruber (AUT) |

|                                                                             |                                           |       |                    | |
| 27 maart EK-kwalificatie Groep F № 498 «onderlinge duels» 20:45 uur (UTC+2) | Oostenrijk                                | 2 – 1 | Estland            | Raiffeisen Arena, Linz Toeschouwers: 16.500 Scheidsrechter: Enea Jorgji (ALB) Video-assistent: Daniele Chiffi (ITA) |
| 27 maart EK-kwalificatie Groep F № 498 «onderlinge duels» 20:45 uur (UTC+2) | Florian Kainz 68' Michael Gregoritsch 88' |       | 25' Rauno Sappinen | Raiffeisen Arena, Linz Toeschouwers: 16.500 Scheidsrechter: Enea Jorgji (ALB) Video-assistent: Daniele Chiffi (ITA) |

|                                                                            |                       |       |                    | |
| 17 juni EK-kwalificatie Groep F № 499 «onderlinge duels» 20:00 uur (UTC+4) | Azerbeidzjan          | 1 – 1 | Estland            | Dalğa Arena, Bakoe Toeschouwers: 3.900 Scheidsrechter: Ondřej Berka (CZE) Video-assistent: Benoît Millot (FRA) |
| 17 juni EK-kwalificatie Groep F № 499 «onderlinge duels» 20:00 uur (UTC+4) | Anton Krivotsjoek 62' |       | 27' Rauno Sappinen | Dalğa Arena, Bakoe Toeschouwers: 3.900 Scheidsrechter: Ondřej Berka (CZE) Video-assistent: Benoît Millot (FRA) |

|                                                                            |         |                                                        |        | |
| 20 juni EK-kwalificatie Groep F № 500 «onderlinge duels» 21:45 uur (UTC+3) | Estland | 0 – 3                                                  | België | A. Le Coq Arena, Tallinn Toeschouwers: 11.772 Scheidsrechter: John Beaton (SCO) Video-assistent: David Coote (ENG) |
| 20 juni EK-kwalificatie Groep F № 500 «onderlinge duels» 21:45 uur (UTC+3) |         | 37' Romelu Lukaku 40' Romelu Lukaku 90' Johan Bakayoko |        | A. Le Coq Arena, Tallinn Toeschouwers: 11.772 Scheidsrechter: John Beaton (SCO) Video-assistent: David Coote (ENG) |

|                                                                                |         | |        | |
| 9 september EK-kwalificatie Groep F № 501 «onderlinge duels» 19:00 uur (UTC+3) | Estland | 0 – 5                                                                                               | Zweden | A. Le Coq Arena, Tallinn Toeschouwers: 11.411 Scheidsrechter: Horațiu Feșnic (ROU) Video-assistent: Ovidiu Haţegan (ROU) |
| 9 september EK-kwalificatie Groep F № 501 «onderlinge duels» 19:00 uur (UTC+3) |         | 18' Viktor Gyökeres 24' Dejan Kulusevski 39' Alexander Isak 75' Robin Quaison 90+2' Viktor Claesson |        | A. Le Coq Arena, Tallinn Toeschouwers: 11.411 Scheidsrechter: Horațiu Feșnic (ROU) Video-assistent: Ovidiu Haţegan (ROU) |

|                                                                                 | |       |         | |
| 12 september EK-kwalificatie Groep F № 502 «onderlinge duels» 20:45 uur (UTC+2) | België                                                                                              | 5 – 0 | Estland | Koning Boudewijnstadion, Brussel Toeschouwers: 24.127 Scheidsrechter: Bartosz Frankowski (POL) Video-assistent: Piotr Lasyk (POL) |
| 12 september EK-kwalificatie Groep F № 502 «onderlinge duels» 20:45 uur (UTC+2) | Jan Vertonghen 4' Leandro Trossard 18' Romelu Lukaku 56' Romelu Lukaku 58' Charles De Ketelaere 88' |       |         | Koning Boudewijnstadion, Brussel Toeschouwers: 24.127 Scheidsrechter: Bartosz Frankowski (POL) Video-assistent: Piotr Lasyk (POL) |

|                                                                               |         |                                                |              | |
| 13 oktober EK-kwalificatie Groep F № 503 «onderlinge duels» 19:00 uur (UTC+3) | Estland | 0 – 2                                          | Azerbeidzjan | A. Le Coq Arena, Tallinn Toeschouwers: 5.652 Scheidsrechter: Robert Schröder (GER) Video-assistent: Benjamin Brand (GER) |
| 13 oktober EK-kwalificatie Groep F № 503 «onderlinge duels» 19:00 uur (UTC+3) |         | 9' Toral Bayramov 45+4' (pen.) Ramil Sjejdajev |              | A. Le Coq Arena, Tallinn Toeschouwers: 5.652 Scheidsrechter: Robert Schröder (GER) Video-assistent: Benjamin Brand (GER) |

|                                                                         |                 |       |                        |                                                                                          |
| 17 oktober Vriendschappelijk № 504 «onderlinge duels» 19:00 uur (UTC+3) | Estland         | 1 – 1 | Thailand               | A. Le Coq Arena, Tallinn Toeschouwers: 1.502 Scheidsrechter: Trustin Farrugia Cann (MLT) |
| 17 oktober Vriendschappelijk № 504 «onderlinge duels» 19:00 uur (UTC+3) | Henri Anier 71' |       | 76' Jakkapan Praisuwan | A. Le Coq Arena, Tallinn Toeschouwers: 1.502 Scheidsrechter: Trustin Farrugia Cann (MLT) |

|                                                                                |         |                                        |            | |
| 16 november EK-kwalificatie Groep F № 505 «onderlinge duels» 19:00 uur (UTC+2) | Estland | 0 – 2                                  | Oostenrijk | A. Le Coq Arena, Tallinn Toeschouwers: 4.488 Scheidsrechter: Nikola Dabanović (MNE) Video-assistent: Mario Zebec (CRO) |
| 16 november EK-kwalificatie Groep F № 505 «onderlinge duels» 19:00 uur (UTC+2) |         | 26' Konrad Laimer 40' Philipp Lienhart |            | A. Le Coq Arena, Tallinn Toeschouwers: 4.488 Scheidsrechter: Nikola Dabanović (MNE) Video-assistent: Mario Zebec (CRO) |

|                                                                                |                                       |       |         | |
| 19 november EK-kwalificatie Groep F № 506 «onderlinge duels» 18:00 uur (UTC+1) | Zweden                                | 2 – 0 | Estland | Friends Arena, Solna Toeschouwers: 11.201 Scheidsrechter: Fabio Maresca (ITA) Video-assistent: Gianluca Aureliano (ITA) |
| 19 november EK-kwalificatie Groep F № 506 «onderlinge duels» 18:00 uur (UTC+1) | Viktor Claesson 22' Emil Forsberg 55' |       |         | Friends Arena, Solna Toeschouwers: 11.201 Scheidsrechter: Fabio Maresca (ITA) Video-assistent: Gianluca Aureliano (ITA) |

### 2024
|                                                                         |                                       |       |                    |                                                                                              |
| 12 januari Vriendschappelijk № 507 «onderlinge duels» 20:00 uur (UTC+2) | Zweden                                | 2 – 1 | Estland            | Stelios Kyriakidesstadion, Paphos Toeschouwers: 70 Scheidsrechter: Kyriakos Athanasiou (CYP) |
| 12 januari Vriendschappelijk № 507 «onderlinge duels» 20:00 uur (UTC+2) | Sebastian Nanasi 30' Isaac Thelin 54' |       | 19' Kevor Palumets | Stelios Kyriakidesstadion, Paphos Toeschouwers: 70 Scheidsrechter: Kyriakos Athanasiou (CYP) |

|                                                                              | |       |                   | |
| 21 maart EK-kwalificatie Play-off № 508 «onderlinge duels» 20:45 uur (UTC+1) | Polen | 5 – 1 | Estland           | Nationaal Stadion, Warschau Toeschouwers: 53.868 Scheidsrechter: Slavko Vinčić (SVN) Video-assistent: Nejc Kajtazović (SVN) |
| 21 maart EK-kwalificatie Play-off № 508 «onderlinge duels» 20:45 uur (UTC+1) | Przemysław Frankowski 22' Piotr Zieliński 50' Jakub Piotrowski 70' Karol Mets 74' (e.d.) Sebastian Szymański 76' |       | 78' Martin Vetkal | Nationaal Stadion, Warschau Toeschouwers: 53.868 Scheidsrechter: Slavko Vinčić (SVN) Video-assistent: Nejc Kajtazović (SVN) |

|                                                                       |                                         |       |               |                                                                                           |
| 26 maart Vriendschappelijk № 509 «onderlinge duels» 19:00 uur (UTC+2) | Finland                                 | 2 – 1 | Estland       | Olympisch Stadion, Helsinki Toeschouwers: 12.559 Scheidsrechter: Mads Kristoffersen (DEN) |
| 26 maart Vriendschappelijk № 509 «onderlinge duels» 19:00 uur (UTC+2) | Fredrik Jensen 30' Karl Hein 38' (e.d.) |       | 62' Alex Tamm | Olympisch Stadion, Helsinki Toeschouwers: 12.559 Scheidsrechter: Mads Kristoffersen (DEN) |

|                                                                     |                                                                              |       |         | |
| 4 juni Vriendschappelijk № 510 «onderlinge duels» 20:15 uur (UTC+2) | Zwitserland                                                                  | 4 – 0 | Estland | Swissporarena, Luzern Toeschouwers: 14.473 Scheidsrechter: Kyriakos Athanasiou (CYP) Video-assistent: Marios Christoforou (CYP) |
| 4 juni Vriendschappelijk № 510 «onderlinge duels» 20:15 uur (UTC+2) | Steven Zuber 20' Zeki Amdouni 47' Nico Elvedi 63' Xherdan Shaqiri 70' (pen.) |       |         | Swissporarena, Luzern Toeschouwers: 14.473 Scheidsrechter: Kyriakos Athanasiou (CYP) Video-assistent: Marios Christoforou (CYP) |

|                                                                   |                                                                |       |                   |                                                                                       |
| 8 juni Baltische Beker № 511 «onderlinge duels» 19:00 uur (UTC+3) | Estland                                                        | 4 – 1 | Faeröer           | A. Le Coq Arena, Tallinn Toeschouwers: 3.919 Scheidsrechter: Robertas Valikonis (LTU) |
| 8 juni Baltische Beker № 511 «onderlinge duels» 19:00 uur (UTC+3) | Alex Tamm 43' Henri Anier 49' Edgar Tur 83' Danil Kuraksin 90' |       | 24' Petur Knudsen | A. Le Coq Arena, Tallinn Toeschouwers: 3.919 Scheidsrechter: Robertas Valikonis (LTU) |

|                                                                    |                                                                                         |              |                                                                      | |
| 11 juni Baltische Beker № 512 «onderlinge duels» 19:00 uur (UTC+3) | Litouwen                                                                                | 1 – 1 (n.v.) | Estland                                                              | S. Dariaus- en S. Girėnostadion, Kaunas Toeschouwers: 5.900 Scheidsrechter: Andris Treimanis (LVA) |
| 11 juni Baltische Beker № 512 «onderlinge duels» 19:00 uur (UTC+3) | Giedrius Matulevičius 84'                                                               |              | 82' Mark Anders Lepik                                                | S. Dariaus- en S. Girėnostadion, Kaunas Toeschouwers: 5.900 Scheidsrechter: Andris Treimanis (LVA) |
| 11 juni Baltische Beker № 512 «onderlinge duels» 19:00 uur (UTC+3) | Strafschoppen                                                                           |              |                                                                      | S. Dariaus- en S. Girėnostadion, Kaunas Toeschouwers: 5.900 Scheidsrechter: Andris Treimanis (LVA) |
| 11 juni Baltische Beker № 512 «onderlinge duels» 19:00 uur (UTC+3) | Justas Lasickas Fiodor Černych Artemijus Tutyškinas Arvydas Novikovas Linas Klimavičius | 3 – 4        | Karol Mets Mark Anders Lepik Kevor Palumets Erik Sorga Martin Vetkal | S. Dariaus- en S. Girėnostadion, Kaunas Toeschouwers: 5.900 Scheidsrechter: Andris Treimanis (LVA) |

|                                                                                     |         |                  |           | |
| 5 september UEFA Nations League Groep C1 № 513 «onderlinge duels» 21:45 uur (UTC+3) | Estland | 0 – 1            | Slowakije | A. Le Coq Arena, Tallinn Toeschouwers: 6.128 Scheidsrechter: Matej Jug (SVN) Video-assistent: Nejc Kajtazović (SVN) |
| 5 september UEFA Nations League Groep C1 № 513 «onderlinge duels» 21:45 uur (UTC+3) |         | 70' Tomáš Suslov |           | A. Le Coq Arena, Tallinn Toeschouwers: 6.128 Scheidsrechter: Matej Jug (SVN) Video-assistent: Nejc Kajtazović (SVN) |

|                                                                                     |                                                            |       |         | |
| 8 september UEFA Nations League Groep C1 № 514 «onderlinge duels» 20:45 uur (UTC+2) | Zweden                                                     | 3 – 0 | Estland | Strawberry Arena, Solna Toeschouwers: 14.858 Scheidsrechter: Sven Jablonski (GER) Video-assistent: Christian Dingert (GER) |
| 8 september UEFA Nations League Groep C1 № 514 «onderlinge duels» 20:45 uur (UTC+2) | Viktor Gyökeres 30' Alexander Isak 40' Viktor Gyökeres 44' |       |         | Strawberry Arena, Solna Toeschouwers: 14.858 Scheidsrechter: Sven Jablonski (GER) Video-assistent: Christian Dingert (GER) |

|                                                                                    |                                                                |       |                             | |
| 11 oktober UEFA Nations League Groep C1 № 515 «onderlinge duels» 19:00 uur (UTC+3) | Estland                                                        | 3 – 1 | Azerbeidzjan                | A. Le Coq Arena, Tallinn Toeschouwers: 6.034 Scheidsrechter: Robert Harvey (IRL) Video-assistent: Michael Salisbury (ENG) |
| 11 oktober UEFA Nations League Groep C1 № 515 «onderlinge duels» 19:00 uur (UTC+3) | Joan Jakovlev 32' Vlasi Sinjavski 45+2' Rocco Robert Shein 71' |       | 45+1' (pen.) Toral Bayramov | A. Le Coq Arena, Tallinn Toeschouwers: 6.034 Scheidsrechter: Robert Harvey (IRL) Video-assistent: Michael Salisbury (ENG) |

|                                                                                    |         |                                                               |        | |
| 14 oktober UEFA Nations League Groep C1 № 516 «onderlinge duels» 21:45 uur (UTC+3) | Estland | 0 – 3                                                         | Zweden | A. Le Coq Arena, Tallinn Toeschouwers: 4.706 Scheidsrechter: Juxhin Xhaja (ALB) Video-assistent: Kreshnik Barjamaj (ALB) |
| 14 oktober UEFA Nations League Groep C1 № 516 «onderlinge duels» 21:45 uur (UTC+3) |         | 29' Sebastian Nanasi 37' Sebastian Nanasi 66' Viktor Gyökeres |        | A. Le Coq Arena, Tallinn Toeschouwers: 4.706 Scheidsrechter: Juxhin Xhaja (ALB) Video-assistent: Kreshnik Barjamaj (ALB) |

|                                                                                     |              |       |         | |
| 16 november UEFA Nations League Groep C1 № 517 «onderlinge duels» 18:00 uur (UTC+4) | Azerbeidzjan | 0 – 0 | Estland | Stadsstadion, Qəbələ Toeschouwers: 1.600 Scheidsrechter: John Beaton (SCO) Video-assistent: Andrew Dallas (SCO) |
| 16 november UEFA Nations League Groep C1 № 517 «onderlinge duels» 18:00 uur (UTC+4) |              |       |         | Stadsstadion, Qəbələ Toeschouwers: 1.600 Scheidsrechter: John Beaton (SCO) Video-assistent: Andrew Dallas (SCO) |

|                                                                                     |                   |       |         | |
| 19 november UEFA Nations League Groep C1 № 518 «onderlinge duels» 20:45 uur (UTC+1) | Slowakije         | 1 – 0 | Estland | Štadión Antona Malatinského, Trnava Toeschouwers: 4.317 Scheidsrechter: Mikkel Redder (DEN) Video-assistent: Jonas Hansen (DEN) |
| 19 november UEFA Nations League Groep C1 № 518 «onderlinge duels» 20:45 uur (UTC+1) | David Strelec 72' |       |         | Štadión Antona Malatinského, Trnava Toeschouwers: 4.317 Scheidsrechter: Mikkel Redder (DEN) Video-assistent: Jonas Hansen (DEN) |

### 2025
|                                                                             |                                   |       |                     | |
| 22 maart WK-kwalificatie Groep I № 519 «onderlinge duels» 20:45 uur (UTC+1) | Israël                            | 2 – 1 | Estland             | Nagyerdei-stadion, Debrecen (Hongarije) Toeschouwers: 270 Scheidsrechter: Nikola Dabanović (MNE) Video-assistent: Mario Zebec (CRO) |
| 22 maart WK-kwalificatie Groep I № 519 «onderlinge duels» 20:45 uur (UTC+1) | Karl Hein 23' (e.d.) Eli Dasa 75' |       | 10' Maksim Paskotši | Nagyerdei-stadion, Debrecen (Hongarije) Toeschouwers: 270 Scheidsrechter: Nikola Dabanović (MNE) Video-assistent: Mario Zebec (CRO) |

|                                                                             |                                          |       |                                                        | |
| 25 maart WK-kwalificatie Groep I № 520 «onderlinge duels» 19:00 uur (UTC+2) | Moldavië                                 | 2 – 3 | Estland                                                | Zimbrustadion, Chisinau Toeschouwers: 6.112 Scheidsrechter: Lawrence Visser (BEL) Video-assistent: Jan Boterberg (BEL) |
| 25 maart WK-kwalificatie Groep I № 520 «onderlinge duels» 19:00 uur (UTC+2) | Ion Nicolaescu 67' Mihail Caimacov 90+1' |       | 19' Rasmus Peetson 30' Rauno Sappinen 70' Mattias Käit | Zimbrustadion, Chisinau Toeschouwers: 6.112 Scheidsrechter: Lawrence Visser (BEL) Video-assistent: Jan Boterberg (BEL) |

|                                                                           |                  |       |                                                          | |
| 6 juni WK-kwalificatie Groep I № 521 «onderlinge duels» 21:45 uur (UTC+3) | Estland          | 1 – 3 | Israël                                                   | A. Le Coq Arena, Tallinn Toeschouwers: 5.967 Scheidsrechter: Willy Delajod (FRA) Video-assistent: Éric Wattellier (FRA) |
| 6 juni WK-kwalificatie Groep I № 521 «onderlinge duels» 21:45 uur (UTC+3) | Mattias Käit 31' |       | 39' Dan Biton 49' Dan Biton 89' (pen.) Mohammad Abu Fani | A. Le Coq Arena, Tallinn Toeschouwers: 5.967 Scheidsrechter: Willy Delajod (FRA) Video-assistent: Éric Wattellier (FRA) |

|                                                                           |         |                    |           | |
| 9 juni WK-kwalificatie Groep I № 522 «onderlinge duels» 21:45 uur (UTC+3) | Estland | 0 – 1              | Noorwegen | A. Le Coq Arena, Tallinn Toeschouwers: 11.577 Scheidsrechter: Srđan Jovanović (SRB) Video-assistent: Momčilo Marković (SRB) |
| 9 juni WK-kwalificatie Groep I № 522 «onderlinge duels» 21:45 uur (UTC+3) |         | 62' Erling Haaland |           | A. Le Coq Arena, Tallinn Toeschouwers: 11.577 Scheidsrechter: Srđan Jovanović (SRB) Video-assistent: Momčilo Marković (SRB) |

|                                                                                |        |   |         |                                                                     |
| 5 september WK-kwalificatie Groep I № 523 «onderlinge duels» 20:45 uur (UTC+2) | Italië | – | Estland | Gewiss Stadium, Bergamo Toeschouwers: n.n.b. Scheidsrechter: n.n.b. |
| 5 september WK-kwalificatie Groep I № 523 «onderlinge duels» 20:45 uur (UTC+2) |        |   |         | Gewiss Stadium, Bergamo Toeschouwers: n.n.b. Scheidsrechter: n.n.b. |

|                                                                          |         |   |         |                                                                      |
| 9 september Vriendschappelijk № 524 «onderlinge duels» 19:00 uur (UTC+3) | Estland | – | Andorra | A. Le Coq Arena, Tallinn Toeschouwers: n.n.b. Scheidsrechter: n.n.b. |
| 9 september Vriendschappelijk № 524 «onderlinge duels» 19:00 uur (UTC+3) |         |   |         | A. Le Coq Arena, Tallinn Toeschouwers: n.n.b. Scheidsrechter: n.n.b. |

|                                                                               |         |   |        |                                                                      |
| 11 oktober WK-kwalificatie Groep I № 525 «onderlinge duels» 21:45 uur (UTC+3) | Estland | – | Italië | A. Le Coq Arena, Tallinn Toeschouwers: n.n.b. Scheidsrechter: n.n.b. |
| 11 oktober WK-kwalificatie Groep I № 525 «onderlinge duels» 21:45 uur (UTC+3) |         |   |        | A. Le Coq Arena, Tallinn Toeschouwers: n.n.b. Scheidsrechter: n.n.b. |

|                                                                               |         |   |          |                                                                      |
| 14 oktober WK-kwalificatie Groep I № 526 «onderlinge duels» 21:45 uur (UTC+3) | Estland | – | Moldavië | A. Le Coq Arena, Tallinn Toeschouwers: n.n.b. Scheidsrechter: n.n.b. |
| 14 oktober WK-kwalificatie Groep I № 526 «onderlinge duels» 21:45 uur (UTC+3) |         |   |          | A. Le Coq Arena, Tallinn Toeschouwers: n.n.b. Scheidsrechter: n.n.b. |

|                                                                                |           |   |         |                                                                   |
| 13 november WK-kwalificatie Groep I № 527 «onderlinge duels» 18:00 uur (UTC+1) | Noorwegen | – | Estland | Ullevaalstadion, Oslo Toeschouwers: n.n.b. Scheidsrechter: n.n.b. |
| 13 november WK-kwalificatie Groep I № 527 «onderlinge duels» 18:00 uur (UTC+1) |           |   |         | Ullevaalstadion, Oslo Toeschouwers: n.n.b. Scheidsrechter: n.n.b. |

|                                                                       |        |   |         |                                                    |
| 18 november Vriendschappelijk № 528 «onderlinge duels» n.n.b. (UTC+2) | Cyprus | – | Estland | n.n.b. Toeschouwers: n.n.b. Scheidsrechter: n.n.b. |
| 18 november Vriendschappelijk № 528 «onderlinge duels» n.n.b. (UTC+2) |        |   |         | n.n.b. Toeschouwers: n.n.b. Scheidsrechter: n.n.b. |

EJL · A-internationals · Bondscoaches · Statistieken · Estisch vrouwenelftal · Olympisch elftal · Estland U21 · Estland U20 · Estland U19 · Estland U18 · Estland U17 · Estland U16
1920 – 1929 ·
1930 – 1939 ·
1940 – 1949 ·
1950 – 1990 · 
1991 – 1999 ·
2000 – 2009 ·
2010 – 2019 ·
2020 − 2029
OS 1924
1920 ·
1921 ·
1922 ·
1923 ·
1924 ·
1925 ·
1926 ·
1927 ·
1928 ·
1929 · 
1930 · 
1931 · 
1932 · 
1933 · 
1934 · 
1935 · 
1936 · 
1937 · 
1938 · 
1939 · 
1940 · 
1941 · 
1942 · 
1943 · 1944 · 
1945 · 
1946 · 
1947 · 
1948 · 
1949 · 
1950 – 1990 · 
1991 · 
1992 · 
1993 · 
1994 · 
1995 · 
1996 · 
1997 · 
1998 · 
1999 · 
2000 · 
2001 · 
2002 · 
2003 · 
2004 · 
2005 · 
2006 · 
2007 · 
2008 · 
2009 · 
2010 · 
2011 · 
2012 · 
2013 · 
2014 · 
2015 · 
2016 ·
2017 ·
2018 ·
2019 ·
2020
Albanië ·
Andorra ·
Angola ·
Antigua en Barbuda ·
Argentinië ·
Armenië ·
Azerbeidzjan ·
België ·
Bosnië-Herzegovina ·
Brazilië ·
Bulgarije ·
Canada ·
Chili ·
China ·
Cyprus ·
Denemarken ·
Duitsland ·
Ecuador ·
Egypte ·
El Salvador ·
Engeland ·
Equatoriaal-Guinea ·
Faeröer ·
Fiji ·
Filipijnen ·
Finland ·
Frankrijk ·
Georgië · 
Gibraltar ·
Griekenland ·
Hongarije ·
Hongkong ·
Ierland ·
IJsland ·
Indonesië ·
Irak ·
Israël ·
Italië ·
Jordanië ·
Kazachstan ·
Kirgizië ·
Kroatië ·
Letland ·
Libanon ·
Liechtenstein ·
Litouwen ·
Luxemburg ·
Malta ·
Marokko ·
Mexico ·
Moldavië ·
Montenegro ·
Nederland ·
Nieuw-Caledonië ·
Nieuw-Zeeland ·
Noord-Ierland ·
Noord-Macedonië ·
Noorwegen ·
Oekraïne ·
Oezbekistan ·
Oman ·
Oostenrijk ·
Polen ·
Portugal ·
Qatar ·
Roemenië ·
Rusland ·
Saint Kitts en Nevis ·
San Marino ·
Saoedi-Arabië ·
Schotland ·
Servië ·
Slovenië ·
Slowakije · 
Spanje ·
Tadzjikistan ·
Thailand ·
Trinidad en Tobago ·
Tsjechië ·
Turkije ·
Turkmenistan ·
Uruguay ·
Vanuatu ·
Venezuela ·
Verenigde Arabische Emiraten ·
Verenigde Staten ·
Vietnam ·
Wales ·
Wit-Rusland ·
Zweden ·
Zwitserland
CONMEBOL: Argentinië · Bolivia · Brazilië · Chili · Colombia · Ecuador · Paraguay · Peru · Uruguay · Venezuela

UEFA: Albanië · Andorra · Armenië · Azerbeidzjan · België · Bosnië en Herzegovina · Bulgarije · Cyprus · Denemarken · Duitsland · Engeland · Estland · Faeröer · Finland · Frankrijk · Georgië · Gibraltar · Griekenland · Hongarije · IJsland · Ierland · Israël · Italië · Kazachstan · Kosovo · Kroatië · Letland · Liechtenstein · Litouwen · Luxemburg · Malta · Moldavië · Montenegro · Nederland · Noord-Ierland · Noord-Macedonië · Noorwegen · Oekraïne · Oostenrijk · Polen · Portugal · Roemenië · Rusland · San Marino · Schotland · Servië · Slovenië · Slowakije · Spanje · Tsjechië · Turkije · Wales · Wit-Rusland · Zweden · Zwitserland

AFC: Australië · China · Irak · Iran · Japan · Libanon · Oezbekistan · Oman · Qatar · Saoedi-Arabië · Syrië · Verenigde Arabische Emiraten · Vietnam · Zuid-Korea

CAF: Algerije · Burkina Faso · Congo-Kinshasa · Egypte · Ghana · Ivoorkust · Kaapverdië · Kameroen · Mali · Marokko · Nigeria · Senegal · Tunesië · Zuid-Afrika

CONCACAF: Canada · Costa Rica · Curaçao · El Salvador · Honduras · Jamaica · Mexico · Panama · Suriname · Verenigde Staten

OFC: Nieuw-Zeeland